# Zdenka Kovačiček (album iz 1978)
Zdenka Kovačiček je prvi studijski album hrvatske džez i rok pevačice Zdenke Kovačiček, a objavljuje ga diskografska kuća PGP RTB.
Materijal snima sa big bendom Igora Savina i njegovim studijskim sastavom, a sastoji se od kompozicija istaknutih kompozitora od kojih su neki Goran Bregović, Kornelije Kovač, Vanja Lisak, Vladimir Delač i drugi.

## Popis pesama

### A strana
1. Dragi mi je lijep ko' slika
2. Tvoje loše navike
3. Hajde, Džefersone
4. Neću da znam
5. Elektra
6. Muzika

### B strana
1. Kobra
2. Mali crni brat
3. Ti nikad nećeš znati
4. Poznaješ li moje pravo lice
5. Vjerovao ti ili ne

[[Категорија:Албуми издати за ПГП
 РТБ]]